# Xã Rock, Quận Lyon, Iowa
Xã Rock (tiếng Anh: Rock Township) là một xã thuộc quận Lyon, tiểu bang Iowa, Hoa Kỳ. Năm 2010, dân số của xã này là 2.639 người.